# Código de familia
Un código de familia es una norma jurídica que regula toda o las principales disposiciones jurídicas de la materia de Derecho de familia  de un estado, separada del Código Civil,  generalmente con el objetivo de darle un carácter especial a las relaciones que esta protege, en un ámbito mixto entre el Derecho Privado y el Público
Algunos países han realizado su propio Código de Familia, no incluyendo la materia en los clásicos Códigos Civiles. Estos países son: Argelia, Bolivia, Canadá, Cuba, Nicaragua, Costa Rica, El Salvador, Filipinas, Venezuela, Honduras, Malí, Marruecos, Panamá, Polonia y Rusia, entre otros.
- Datos: Q48783172